# Casorate Primo
Casorate Primo – miejscowość i gmina we Włoszech, w regionie Lombardia, w prowincji Pawia.
Według danych na rok 2004 gminę zamieszkiwały 7003 osoby, 778,1 os./km².